# Rodewald untere Bauerschaft
Rodewald untere Bauerschaft è una frazione (Ortsteil) della città di Rodewald, nel land della Bassa Sassonia, in Germania.

## Storia
Già comune autonomo nel circondario di Nienburg/Weser, il 1º aprile 1969 fu soppresso e unito e Rodewald mittlere Bauerschaft e Rodewald obere Bauerschaft nel nuovo comune di Rodewald.